# Civil Forum
Civil Forum (belarusiska: Рэспубліканская грамадская моладзевая арганізацыя "Гpaмадзянскі форум", Ryska: Республиканская молодежная организация "Гpaжданский форум") är ett liberalt och oppositionellt ungdomsförbund i Belarus. Civil Forum grundades 1996 och anses vara den äldsta fortfarande aktiva demokratiska ungdomsorganisationen i landet, tillika den enda som fortfarande är laglig. Formellt och juridiskt saknar förbundet moderparti, men står både ideologiskt och historiskt väldigt nära det oppositionella liberala Partiet för frihet och framsteg. Nuvarande ordförande för förbundet är Anna Ivasjkevitj.
Förbundet är fullvärdig medlem i de internationella paraplyorganisationerna International Federation of Liberal Youth (IFLRY) och Liberal Youth Movement of the European Community (LYMEC)